# 克留科韋 (佩爾沃邁西基區)
49°13′48″N 36°21′57″E / 49.23000°N 36.36583°E
克留科韋（烏克蘭語：Крюкове）是位於烏克蘭東部的村莊，由哈爾科夫州洛佐瓦區的比利亞伊夫卡市鎮負責管轄。該村始建於1721年，面積0.5平方公里，海拔高度141米，2001年人口61，人口密度每平方公里122.5人。